# Virna Molina
Virna Molina ( * Buenos Aires, 1975) es una directora de cine argentina. Egresó de la carrera de Realización Cinematográfica en el Instituto de Arte Cinematográfico de Avellaneda IDAC
En 1997 tras el nacimiento de su segunda hija, junto a Ernesto Ardito comienzan a trabajar en su ópera prima, el largometraje documental Raymundo, el cual narra la vida del cineasta desaparecido Raymundo Gleyzer. Desarrollan durante cuatro años la investigación, recuperación de archivos y montaje del filme. Obtienen el subsidio del Fondo Nacional de las Artes (Argentina), Fundación Altercine (Canadá) y Jan Vrijman Fund (Países Bajos), así también el auspicio del Instituto Nacional de Artes Audiovisuales (INCAA) y del Sindicato de la Industria Cinematográfica Argentina (SICA). Culmina junto a su esposo Ernesto Ardito, Raymundo en noviembre de 2002. El filme causa un gran impacto internacional: es seleccionado oficialmente en 40 festivales del mundo en los que cosecha 15 premios internacionales. No se estrena comercialmente en Argentina, sino que se difunde en forma alternativa, hoy en día disponible en internet. El dúo Ardito-Molina, trabajo tanto en el diseño de producción de la totalidad del filme, como en la construcción de cada cuadro animado de la película, pasando por la mezcla y masterización del sonido, musicalización, entrevistas y hasta lanzamiento del filme. Es una película encauzada en el verdadero cine independiente, casi artesanal. Desde el año 2004 trabajan en su nuevo filme Corazón de fábrica, sobre la historia de los obreros de la fábrica Zanón. Son premiados nuevamente con las becas de Jan Vrijman Fund y Altercine para finalizarlo. Se estrenó en 2008.

## Filmografía
- 2003. Raymundo, codirigido con Ernesto Ardito, documental sobre el cineasta desaparecido por la dictadura militar Raymundo Gleyzer. Su ópera prima, ganadora de 15 premios internacionales y selección oficial de 40 festivales[1]
- 2008. Corazón de fábrica, codirigido con Ernesto Ardito, documental  sobre la fábrica Zanón de Neuquén, tomada y autogestionada por sus trabajadores.
- 2013. Moreno, codirigido con Ernesto Ardito, documental largometraje sobre el fallecimiento y el pensamiento del prócer argentino Mariano Moreno.
- 2017. Sinfonía para Ana, largometraje codirigido con Ernesto Ardito, sobre la persecución política de estudiantes del Colegio Nacional Buenos Aires.

## Televisión
- 2008. Memoria iluminada Alejandra Pizarnik, codirigido con Ernesto Ardito, documental transmitido por el canal Encuentro sobre las vidas de Alejandra Pizarnik, María Elena Walsh, Paco Urondo, Julio Cortázar y Raymundo Gleyzer.
- 2013. Alejandra, codirigido con Ernesto Ardito, documental para televisión sobre la poeta Alejandra Pizarnik.
- 2014. El futuro es nuestro, codirigido con Ernesto Ardito, miniserie documental transmitido por el canal Encuentro sobre los desaparecidos del Colegio Nacional de Buenos Aires.[2]